# Max Massimino Garnier
Max Massimino Garnier (nato Giorgio; Torino, 7 ottobre 1924 – Roma, 21 dicembre 1985) è stato uno sceneggiatore e regista italiano  attivo nel settore del cinema di animazione.

## Biografia
Si laureò in fisica matematica alla Scuola Normale Superiore di Pisa.
Ideò la serie a fumetti Misterix, disegnata da Paul Campani, e pubblicata per breve periodo negli anni quaranta in Italia e che poi venne ripreso in Argentina dall'editorial Abril di Cesare Civita che dedicò al personaggio una testata propria che venne edita fino al 1965.
Nel 1954, insieme a Paul Campani, fondò a Modena la Paul Film che divenne uno dei maggiori studi di produzione pubblicitaria in Europa; dal 1957, anno di nascita di Carosello, realizzò spot pubblicitari inventando personaggi che si imposero all'attenzione degli italiani, quali Toto e Tata, Angelino, Pupa e Bob Bob, il Merendero.
In seguito si trasferì a Roma per coordinare, per la Corona Cinematografica, il progetto delle Favole d'Europa, una serie di 40 cortometraggi tratti ognuno da un racconto tradizionale per bambini di un Paese d'Europa. Nel 1976, alla morte di Ezio Gagliardo, capo e anima della Corona, Garnier lasciò la società per fondare la Cineteam con il produttore Aldo Raparelli e il pittore-animatore Manfredo Manfredi.
Fu uno dei promotori del festival italiano d'animazione di Abano Terme (1970-1971), confluito poi nel salone Lucca Comics & Games che si tiene nell'omonima città toscana.
Morì per un melanoma a Roma il 21 dicembre 1985

## Filmografia

### Cinema

#### Regia
Cortometraggi
- 1972 - Ecce Homo
- 1978 - Spirito benigno

#### Sceneggiatura
Cortometraggi
- 1972 - Ecce Homo
- 1978 - Amoroso funebrale

### Televisione
Spot promozionali per la trasmissione Carosello dal 1959 al 1974
Sceneggiatura
- Telequiz
- Sembra facile
- Le grandi imprese di Angelino
- Svanitella Svanitè
- Sempre così difficile?
- Super Olimpino
- Kikki
- Le avventure di Angelino
- Toto e Tata
- L'uomo domani
- Riccardone superfusto
- Angelino e Angelina
- Capolavori d'atmosfera
- Diario di una ragazza felice
- Fido Bau
- Le pettegole
- Le avventure di Angelino
- Gigino Pestifero
- Sapere è valere
- Il naufrago e Isabella
- Pedagogia
- Pupa e Bob Bob
- Tempi duri per i troppo buoni